# Onthophagus dama
Onthophagus dama là một loài bọ cánh cứng trong họ Bọ hung (Scarabaeidae).